# 阿尔斯特罗夫
阿尔斯特罗夫（法語：Halstroff，法語發音：[alstʁɔf]；洛林法兰克语：Holschtroff）是法国摩泽尔省的一个市镇，位于该省北部偏西，属于蒂永维尔区。

## 地理
阿尔斯特罗夫（49°23'13"N, 6°29'15"E）面积10.78 平方千米，位于法国大東部大區摩泽尔省，该省份为法国东北部内陆省份，是洛林的一部分，西南接默尔特-摩泽尔省，东临下莱茵省，北与卢森堡和德国接壤。
与阿尔斯特罗夫接壤的市镇（或旧市镇、城区）包括：格兰多尔比赞、基什瑙门、劳默斯费尔德、雷默兰、瓦尔德韦斯特罗夫。

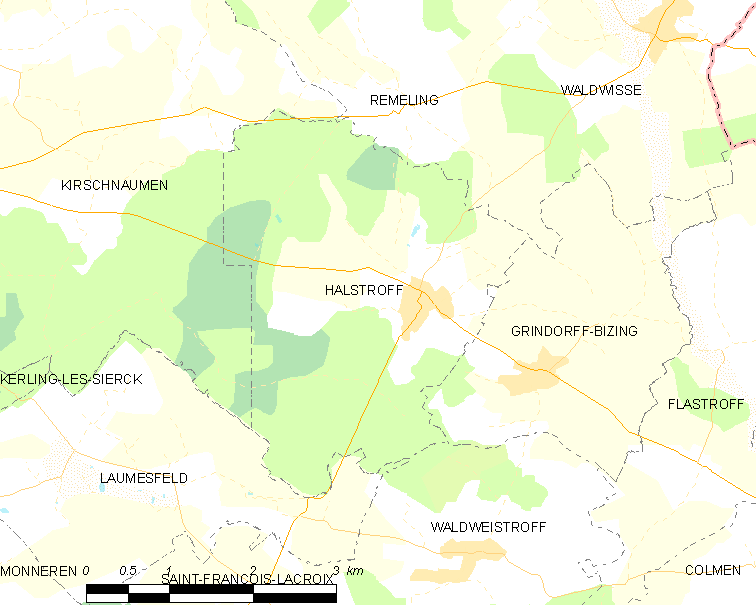
阿尔斯特罗夫的OSM定位图

阿尔斯特罗夫的时区为UTC+01:00、UTC+02:00（夏令时）。

## 行政
阿尔斯特罗夫的邮政编码为57480，INSEE市镇编码为57286。

## 政治
阿尔斯特罗夫所属的省级选区为布宗维尔县。

## 人口

1962-2008年间阿尔斯特罗夫人口变化图示

阿尔斯特罗夫于2022年1月1日时的人口数量为296人。